# Oxana Domenti
Oxana Domenti (n. 12 aprilie 1972) este o politiciană din Republica Moldova.
A fost Reprezentantul Organizației Mondiale a Sănătății pe lângă Uniunea Europeană.
Anterior a fost Ambasadoarea Republicii Moldova în Confederația Elvețiană, Reprezentant Permanent al Republicii Moldova pe lângă ONU, OMC și alte organizații internaționale din Geneva.[nefuncțională – arhivă]

A fost deputat în Parlamentul Republicii Moldova din legislaturile  XVII-XX. 
Din 27 februarie 2015 a activat în calitate de Președinte al Comisiei parlamentare pentru protecție socială, sănătate și familie.
În perioada mai 2003 – mai 2009 a fost consilier al Președintelui Republicii Moldova Vladimir Voronin în problemele dezvoltării sociale.
Cunoaște limbile rusă, engleză și franceză.
Este căsătorită și are un copil.